# Ipanema
Ipanema (aus dem Tupí: y = Wasser, panema = aufgewühlt) ist ein Stadtteil und ein berühmter Strand in Rio de Janeiro, Brasilien. Internationale Bekanntheit erlangte das Viertel durch das Lied Garota de Ipanema (The Girl from Ipanema) von Antônio Carlos Jobim.
Ipanema zählt neben der nordöstlich gelegenen Copacabana zu den bekanntesten Stränden Rios. Das angrenzende Stadtviertel gilt als wohlhabend und ist für seine lebendige Kultur, gehobenen Geschäfte und exklusive Gastronomie bekannt. Zwischen dem ruhigen Strand der Copacabana und den dynamischen Wellen von Ipanema liegt der Felsvorsprung Arpoador („Harpunier“), von dem aus das Forte de Copacabana das Gebiet militärisch gesichert hat.

## Lage
Ipanema liegt im äußersten Süden in der Unterpräfektur Zona Sul von Rio an einer weitläufigen Meeresbucht. Westlich schließt sich Leblon an, welches an derselben Bucht liegt. Nördlich von Ipanema liegt die Lagoa Rodrigo de Freitas und östlich die Copacabana.

## Tourismus
Ipanema ist eine wichtige Attraktion in der Stadt Rio de Janeiro sowohl für brasilianische als auch für internationale Touristen. Jedes Jahr strömen viele Touristen in das traditionelle Viertel und an seinen Strand, der an Wochenenden sehr voll ist.

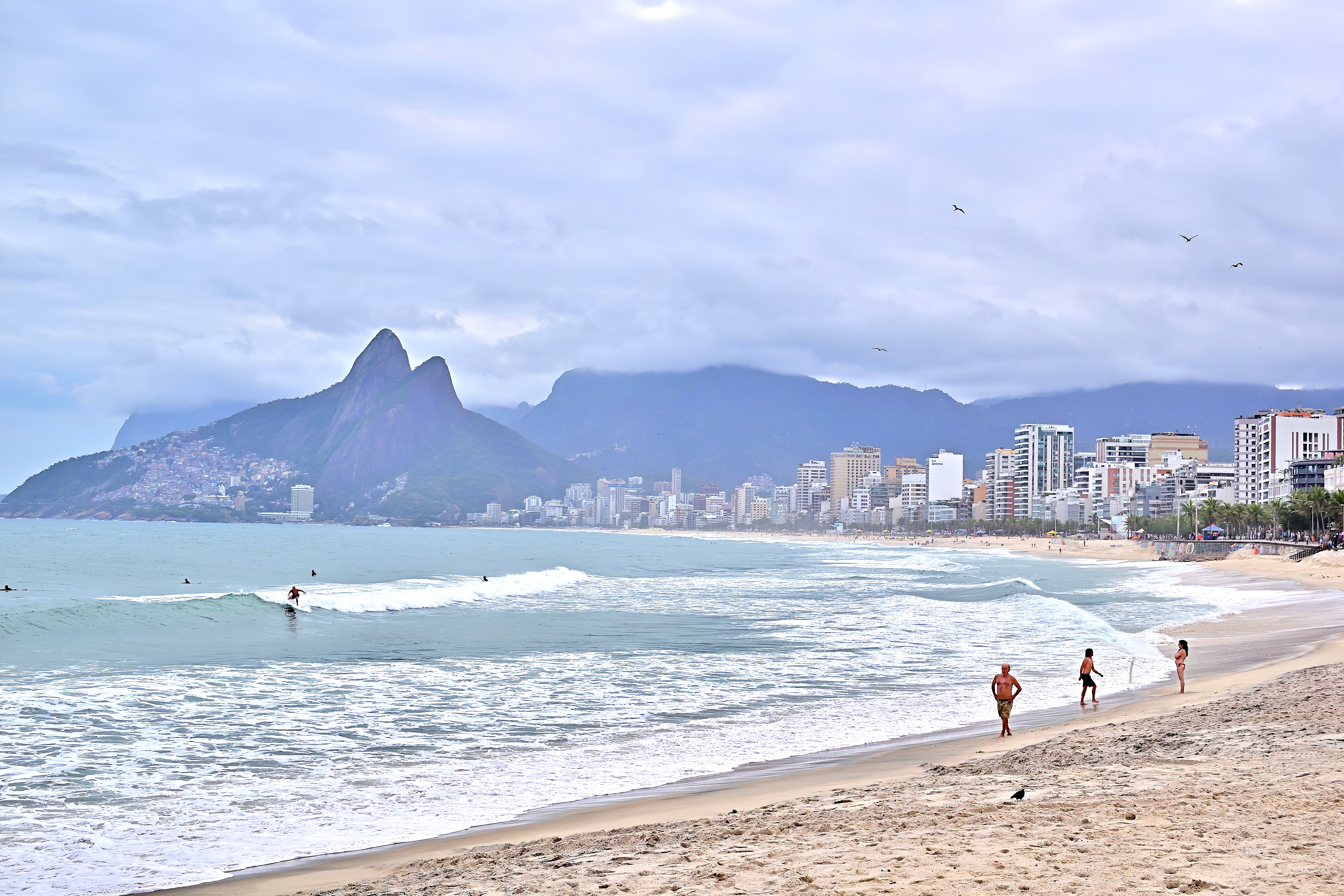
Der Strand von Ipanema
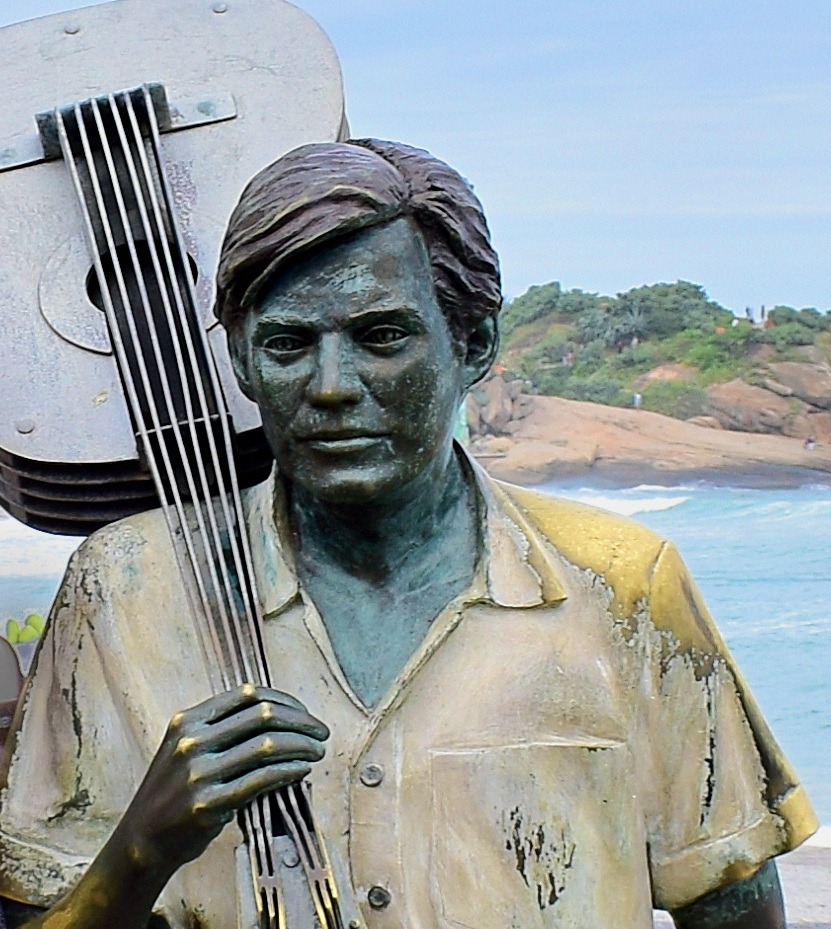
Plastik zu Ehren Antônio Carlos Jobims am Strand
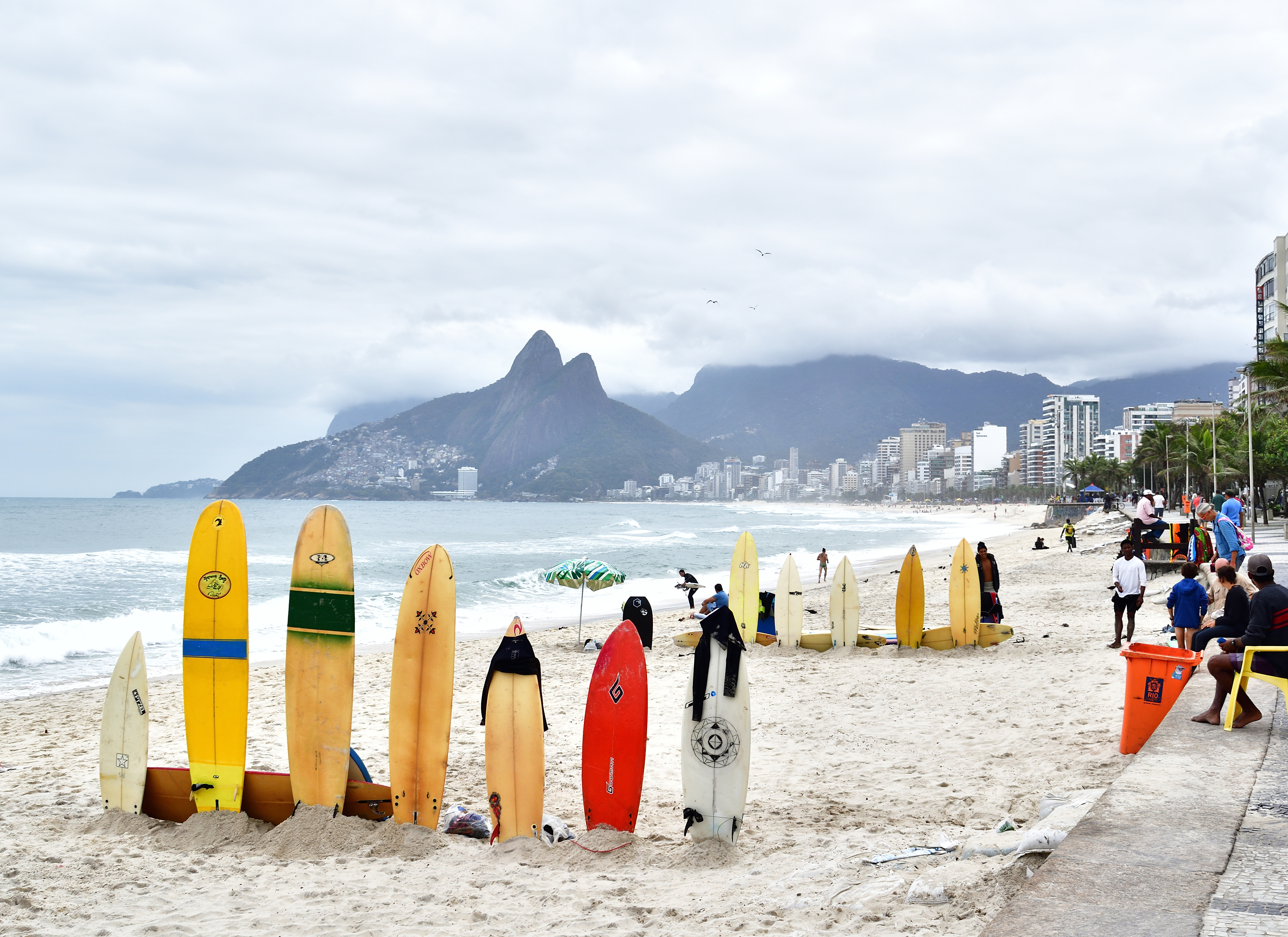
Surfbretter am Strand von Ipanema